# 七一酱园
七一酱园，即新疆七一酱园酿造食品有限责任公司是位于中华人民共和国新疆维吾尔自治区乌鲁木齐市头屯河区的酱醋生产企业，也是该企业的注册商标。七一酱园的主要产品为食醋、酱油、腐乳等调味品。
七一酱园的历史可追溯至光绪二年（1876年）迪化创设的吉美丰等酱园，于1952年改为七一酱园，后又与五一酱园、大众酱油厂等酱醋企业合并，并经过多次迁移厂区，至现有规模。新疆七一酱园酿造食品有限责任公司及注册商标“七一酱园”为“中华老字号”。

## 建厂历史

### 早期历史

#### 七一酱油厂
光绪二年（1876年），左宗棠收复新疆时，抵达新疆的湘军喜食辛辣，常常水土不服。于是左宗棠在迪化（今乌鲁木齐市）剑湖塘兴建“吉美丰”等酱园，并交由湘人经营。吉美丰一直延续至新疆和平解放。进入1950年代后，中国人民解放军新疆军区直属合作总社折价购买私营的吉美丰酱园，更名为七一酱园；新疆军区后勤部通过赎买政策接管私营的“泰义荣”酱园，更名为五一酱园，其中“七一酱园”由王震提名。二者于1952年建厂，在新疆军区的投资建设下，从手工酿造作坊改为半机械化酱醋加工企业。次年，二者合并，以“七一酱园”为名。
1957年，在乌鲁木齐南站附近建设占地超2.5万平方米的新厂，并改称七一酱油厂。1958年8月，七一酱油厂又新创天山啤酒，年产啤酒20吨。1961年，七一酱油厂扩建厂房，形成具有年生产超过5千吨酱油、食醋的生产能力。1975年，七一酱油厂改由乌鲁木齐市蔬菜公司领导。改革开放后，七一酱油厂开始实行承包责任制。1985年，七一酱油厂年生产酱油3千余吨，食醋1千余吨。进入1990年代后，七一酱油厂更新生产线并扩大业务，生产的酱油销售除新疆全境外，还向哈萨克斯坦、吉尔吉斯斯坦出口。1993年，七一酱油厂成为新疆规模最大的酱醋加工企业。同年，七一酱园获中华人民共和国国内贸易部评“中华老字号”称号。

#### 大众酱油厂
光绪十二年（1886年），杨柳青人杨润棠、杨春华兄弟在迪化城大十字以南开创经营“复泉涌”酱园，是当时迪化城“津门老八大家”之一，是迪化城较有影响的商号。王高升纵火案后，杨家兄弟返回天津，复泉涌交由同为杨柳青人的周子臣等人经营到1950年代。1955年，对资本主义工商业的社会主义改造全面展开，复泉涌和另外两家私营酱醋手工坊“义兴涌”、“集义生”参加公私合营，于9月成立大众食品酱园，成为新疆较早的公私合营企业。1956年开始，对资本主义工商业的社会主义改造高潮到来，在原有合营的三家酱园基础上，又有数十家个体酱醋手工坊合并入大众食品酱园，其中包括由私营的“广兴聚”改为的乌鲁木齐市北关酱醋加工厂、乌鲁木齐市唯一的清真酱醋厂——南关酱醋加工厂等。大众食品酱园后更名为大众酱油厂。到1979年，大众酱油厂建有具备年产3千吨酱油的生产能力，1985年其食醋生产能力超过2千吨，占乌鲁木齐市蔬菜公司企业食醋产量的四成有余。

### 改制发展
1997年，乌鲁木齐市蔬菜副食品公司面临着经济效益不景气的局面，加上众老厂厂房简陋、设备逐渐陈旧、工艺开始落后等诸多问题，中国共产党乌鲁木齐市委员会、乌鲁木齐市人民政府提出整体改制的要求。于是乌鲁木齐市蔬菜副食品公司开始着手将包括七一酱油厂、大众酱油厂等酱醋加工企业联合组建万吨酱醋厂。老厂退二转三或按专业重新分工。该技术改造项目被列入中华人民共和国国内贸易部商办工业技改专项，总投资近4400万元人民币，新组建的公司改为七一酿造集团，计划形成年产酱油、食醋各1万吨的生产能力。然而合并后的调味品厂依旧面临不佳的经营状况，工厂陷入半停工状态。2001年，新疆天地集团兼并该厂，并将工厂更名为新疆七一酱园酿造有限公司。厂房也迁至乌鲁木齐市水磨沟区新民东街，黄河路原厂址改建为仓储式超市。新民东街的第二代厂区占地面积6万平方米，具有3万吨的生产能力。同时，新疆七一酱园酿造有限公司开始实施引进先进设备、制定新的管理体系、引入人才等措施。2003年开始，新疆七一酱园酿造有限公司扭亏为盈，2004年销售额是2002年的一倍有余。2009年，新疆七一酱园酿造有限公司将厂址迁至乌鲁木齐经济技术开发区二期工业园嵩山街。嵩山街的第三代厂区建成时占地面积5万平方米，具备年产1万吨酱油，1.5万吨食醋，850万瓶腐乳、蕃茄酱的生产能力。
2010年，公司再度更名，改为新疆七一酱园酿造食品有限责任公司。这一年7月，新疆七一酱园酿造食品有限责任公司及注册商标“七一酱园”被保护与促进中华老字号振兴发展（专家）委员会列为第二批“中华老字号”。2019年开始，七一酱园启动其第四代厂区——新疆七一酱园生态酿造产业园建设项目。新疆七一酱园生态酿造产业园位于新疆生产建设兵团第十二师三坪农场，产业园内还建有讲述酱醋酿造工艺、“七一酱园”历史的酱醋文化博物馆。2022年，新疆七一酱园酿造有限公司与中粮集团展开合作，其产品进入中粮集团的销售渠道。2023年11月，七一酱园通过“中华老字号”复核。2024年春节后，新疆七一酱园生态酿造产业园投入试运行。

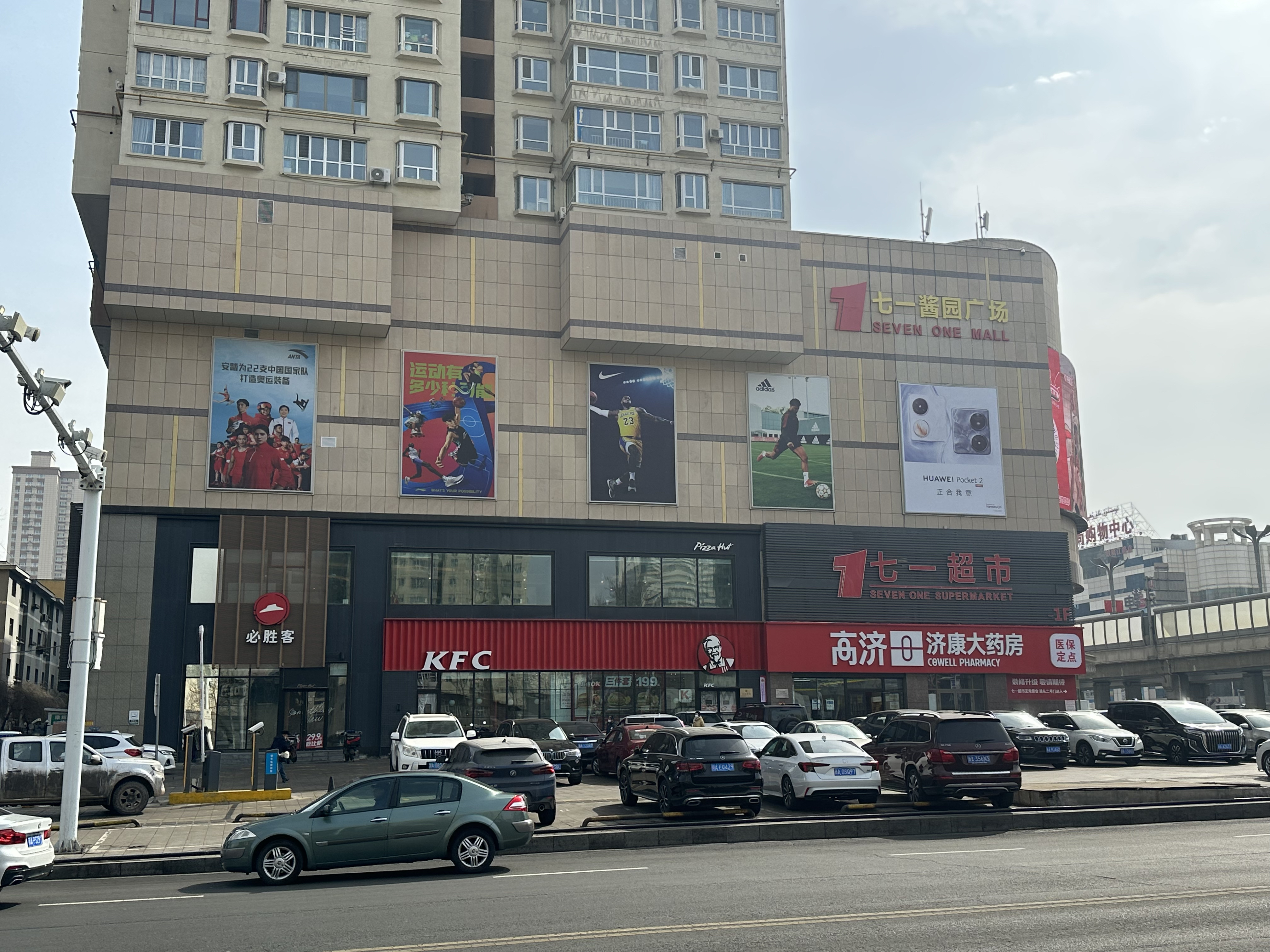
位于沙依巴克区黄河路的七一酱园广场

除继续经营酱醋业外，七一酱园还成立有新疆七一投资集团有限公司，业务涵盖房地产、商业、酒店等产业，拥有七一酱园广场、七一阳光100广场、七一广场、成都七一国际广场等多个位于城市核心商圈，具有购物、餐饮、娱乐等功能的商业综合体。

## 产品与规模
七一酱园主要产品包括酱油、食醋、腐乳、番茄酱、辣酱、鸡精六大类，百余种。拥有皇冠七星系列、金七星系列、银七星系列、七星系列、星旗帜系列等多个系列。其食醋酿造工艺利用包含蒸料、发酵、熏醅、水淋、晒醋、储存等步骤的传统酿造工艺加上自动化生产设备制作而成。
坐落于三坪农场的新疆七一酱园生态酿造产业园占地超过11.4万平方米，设有酿造产品生产区、调味品生产区、工业旅游展示区、调味品科技研究所等区域。产业园具备年产10万吨酱油、香醋等调味品的生产能力。七一酱园产品市场覆盖新疆本土超市、本地农贸市场等，并会在大型超市设立旗舰店，在新疆拥有近百名经销商。与中粮集团合作后，配送范围至中国大陆全境。同时，产品也会出口至中亚国家。

## 负面信息
2022年，疆维吾尔自治区市场监督管理局对新疆七一酱园酿造有限公司生产的生抽酱油检测时，其菌落总数与食品安全国家标准规定不符。